# شيلي مكنمارا
شيلي مكنمارا (بالإنجليزية: Shelley McNamara)‏ هي مهندسة معمارية أيرلندية، ولدت في 1952 في Lisdoonvarna ‏ في جمهورية أيرلندا. فازت بجائزة بريتزكر 2020 مع إيفون فاريل.